# Борисовка (Липецкая область)

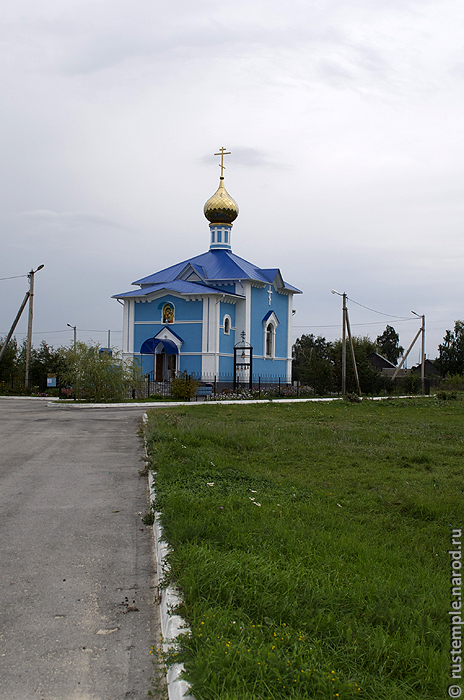
Казанская церковь в Борисовке.

Бори́совка — село Добровского района Липецкой области. Административный центр Борисовского сельсовета.

## История
Основана в начале XVII века крестьянами московского Чудова монастыря, жившими в селе Борисове Дмитровского уезда. В документах 1627—1628 годов упоминается починок Бори́совский, а в переписных книгах 1646 — село Бори́сово. Название дано в память о прежнем месте проживания.

## Население
| 2006 | 2010 |
| ---- | ---- |
| 911  | ↘870 |

## Русская православная церковь
В XIX веке в Борисовке было две церкви – каменная Свято-духовская, построенная в 1813 году «тщанием помещика Данилова» и деревянная Казанская, построенная в 1865 году «тщанием помещика Пронского». В советское время обе церкви были разрушены. В 2007 году было начато строительство нового храма с прежним именованием – храм Казанской иконы Божией Матери. В селе есть почитаемый местными жителями святой источник.